# Stictoptera diaphana
Stictoptera diaphana là một loài bướm đêm trong họ Noctuidae.